# NGC 6737
NGC 6737 (również ESO 592-**8) – grupa gwiazd znajdująca się w gwiazdozbiorze Strzelca, prawdopodobnie gromada otwarta. Odkrył ją John Herschel 14 lipca 1830 roku. Położona jest w odległości ok. 6915 lat świetlnych.